# Heliconia berryi
Heliconia berryi är en enhjärtbladig växtart som beskrevs av Abalo och G.Morales. Heliconia berryi ingår i släktet Heliconia och familjen Heliconiaceae. Inga underarter finns listade.